# 尤泽比氏菌目
尤泽比氏菌目（学名：Euzebyales）也译作厄泽比氏菌目，是放线菌纲下的一个目。

## 下属分类
本目包括以下科：
- Egibacteraceae
- 尤泽比氏菌科 Euzebyaceae